# Màu sắc gây nhiễu

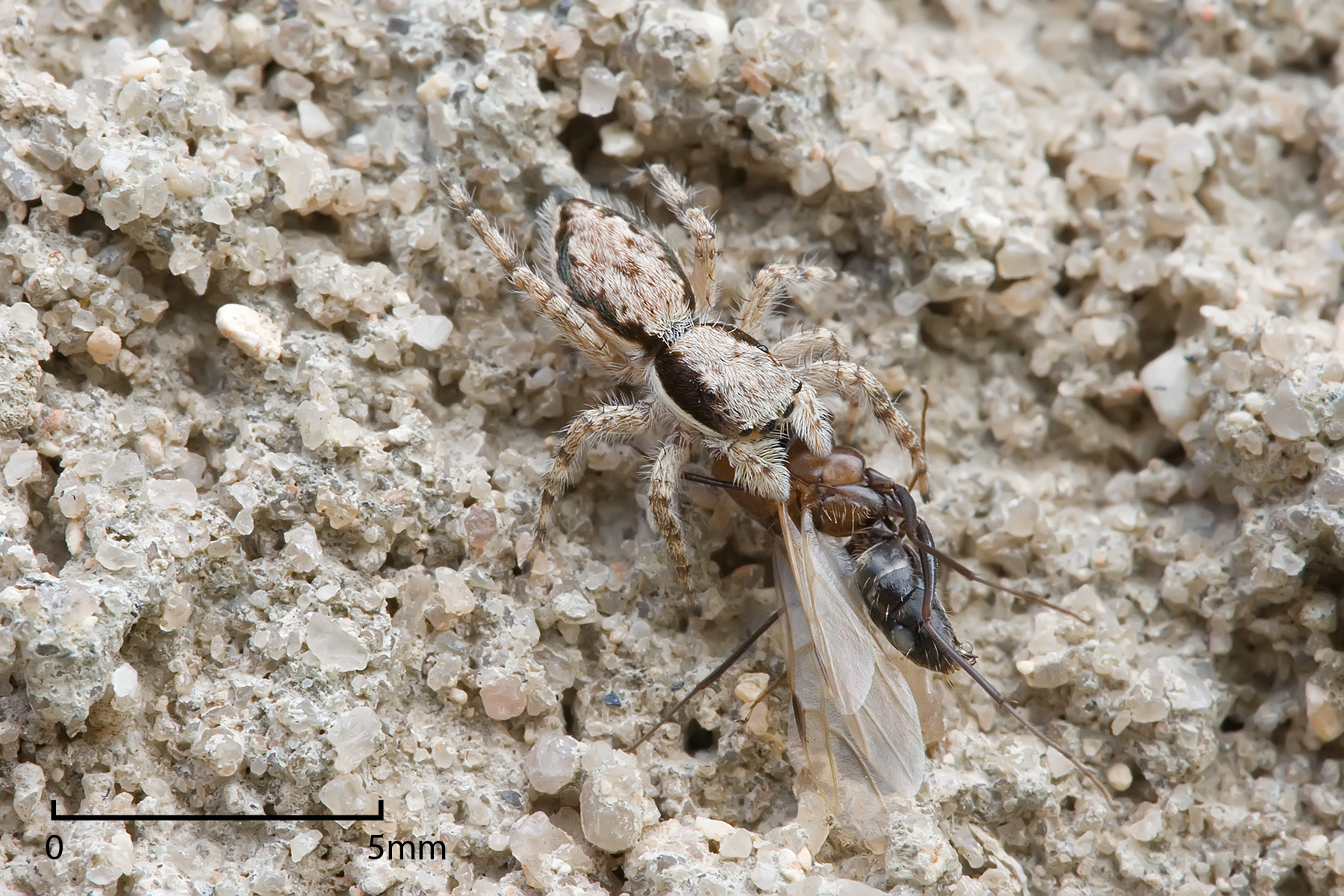
Một con nhện đang ngụy trang hòa lẫn

Màu sắc gây nhiễu hay màu sắc rối mắt (còn được gọi là ngụy trang gây rối mắt hoặc ngụy trang hòa lẫn) là một hình thức ngụy trang hoạt động bằng cách tạo ra sự nhiễu loạn vì họa tiết và màu sắc của một động vật, trong ngụy trang quân sự với một mô hình tương phản mạnh. Nó thường được kết hợp với các phương pháp ẩn giấu khác bao gồm kết hợp màu nền và họa tiết, trường hợp đặc biệt là màu sắc gây rối trùng hợp và mặt nạ mắt gây rối được thấy ở một số loài cá, động vật lưỡng cư và bò sát.
Màu sắc gây nhiễu ám chỉ đến các dấu trên cơ thể của động vật, những chi tiết này góp phần làm mờ đi đường viền cơ thể, khó nhận biết hơn. Ngụy trang sọc sằn ri hay ngụy trang mô hình gây rối hay còn gọi là ngụy trang họa tiết hòa lẫn là một biểu hiện tiêu biểu. Lớp ngụy trang của gây nhiễu loạn được che đậy thông qua những gì quen thuộc, tạo khả năng tàng hình của nó mạnh nhất kết khi những kinh nghiệm nhận thức, và sự mất cảnh giác, mất tập trung ngăn cản nhận ra sự tiếp cận dần dần hoặc lén đi từ từ cho đến khi nhận thấy bị ảnh hưởng. 